# Úrvalsdeild 1958
Thống kê của Úrvalsdeild mùa giải 1958.

## Tổng quan
Có 6 đội tham gia, và ÍA giành chức vô địch. Þórður Þórðarson của ÍA là vua phá lưới với 10 bàn thắng, lần đầu tiên có một cầu thủ có số bàn thắng lên đến 2 chữ số ở Úrvalsdeild. Đây cũng là mùa giải cuối cùng mà vòng đấu đơn quyết định chức vô địch.

## Bảng xếp hạng
| Vị thứ | Câu lạc bộ | St | T | H | B | BT | BB | HS  | Đ |
| 1      | ÍA         | 5  | 4 | 1 | 0 | 23 | 9  | +14 | 9 |
| 2      | KR         | 5  | 3 | 2 | 0 | 12 | 3  | +9  | 8 |
| 3      | Valur      | 5  | 3 | 0 | 2 | 10 | 12 | -2  | 6 |
| 4      | Keflavík   | 5  | 0 | 3 | 2 | 6  | 11 | -5  | 3 |
| 5      | Fram       | 5  | 0 | 2 | 3 | 8  | 12 | -4  | 2 |
| 6      | ÍBH        | 5  | 0 | 2 | 3 | 7  | 19 | -12 | 2 |